# Mafia bulgare
La mafia bulgare est un ensemble d'organisations criminelles en provenance de Bulgarie impliquées dans de nombreuses activités illégales, en particulier le trafic de cocaïne, le trafic d'êtres humains, le proxénétisme, le trafic d'organes, le trafic d'armes, et l'extorsion de fonds (souvent par le biais d'entreprises légales comme des cabinets d'assurance ou des entreprises de sécurité). Elle possède des connexions avec la mafia pakistanaise, la mafia russe, la mafia croate, la mafia serbe et Cosa nostra.
En Bulgarie, le crime organisé bulgare est appelé grupirovka. Sa structure est divisée en cinq niveaux.[réf. nécessaire]

## Historique
La plupart des mafieux de l'ère postcommuniste sont d'anciens sportifs de haut niveau pratiquant particulièrement la lutte durant la période communiste (1944-1989). La Bulgarie avait développé un réseau d'école performant de sport pour fabriquer des champions de haut niveau comme le « grand frère » l'URSS. Lorsque ces écoles ont fermé au début des années 1990, faute de financement, certains anciens élèves se sont tournés vers le racket en se regroupant en petite brigade de lutteurs. Les frères Iliev, Krasimir « Big Marge » Marinov et Ilya Pavlov étaient tous des étudiants de l'école pour futurs champions « espoir olympique » ou en bulgare : Олимпийски надежди.
En Bulgarie, durant cette période, la loi du plus fort prévalait sur tout autre ordre. Tous ces réseaux sont organisés en cercle concentrique. Ces groupes criminels, appelé "grupirovki" font appel pour leurs basses œuvres, à d'anciens sportifs de haut niveau (gang des lutteurs, des nageurs, des rameurs...), et pour les tâches les plus difficiles, ils font appel à d'ex-paras et autres commandos de l'armée[réf. à confirmer].
Après 1990, le mot борец (« lutteur ») devient un synonyme de « mafieux » (un autre est synonyme мутра, transcrit « Mutra » littéralement « gueule » ou « gueule de voyou »). Le stéréotype du Bulgare « Mutri » désigne un physique solide, portant une veste noire, des lunettes de soleil, un crâne rasé, des chaines en or et des manières de « nouveau riche ». Cette image est devenue le symbole d'une Bulgarie en transition du communisme vers le libéralisme.
Les « Mutri » infiltrèrent le monde politique bulgare (le SIC et VIS sont en relation avec les deux principaux partis du pays, le Parti socialiste bulgare et l'Union des forces démocratiques bulgare (UDF)). De cette transition, plus de 200 millionnaires sont apparus en 2011.
Sous le gouvernement du Mouvement national Siméon II (2001-2005), les assassinats devinrent une chose fréquente. Des preuves furent apportées quant aux liens qui unissaient le milieu criminel au milieu politique et des fonctionnaires. Le patron de l'UDF Ivan Tatartchev a été photographié avec Ivo Karamanski, idem pour le ministre des finances du SGEN-II Milen Velchev, photographié jouant aux cartes avec Ivan « Le Docteur » Todorov, et le ministre de l'Intérieur du BSP Rumen Petkov négociait avec les frères Galev, grâce à la médiation d'Alexeï Petrov.
Sous la pression de la Commission de Bruxelles, Rumen Petkov a été contraint de démissionner en avril 2008. Il est soupçonné d'avoir détourné les subventions reçues pour le développement du pays au profit du crime organisé. De plus, il fut accusé d'avoir livré l'identité d'un agent infiltré dans un réseau de trafic d'êtres humains, mettant la vie de policiers en danger[réf. à confirmer].

## Activités

### Proxénétisme
Il s'agit du domaine dans lequel la mafia bulgare excelle le plus et qui lui génère le plus de revenus. Les groupes mafieux bulgares sont très bien organisés : ils soumettent et exportent les femmes bulgares pour les prostituer en Europe de l'Ouest (Allemagne, Italie, France, Espagne, Pays-Bas), le plus souvent sous la forme d'une prostitution de rue.
Selon un rapport d'Interpol en 2008, beaucoup de ces réseaux sont tenus par des bulgares qui enlèvent des femmes d'ethnies dite Bulgarex (bulgares blondes aux yeux bleus), prisées dans le monde entier. Selon une estimation faite par ce même rapport, les patrons gagneraient entre 900 millions et 1,8 milliard € par an, soit 3,6 % à 7,2 % du PIB de la Bulgarie.[réf. à confirmer]

### Trafic de drogue
Traditionnellement impliquée dans une grande part du trafic de cocaïne en Europe, elle se spécialise depuis quelques années dans les drogues de synthèses de type méthamphétamine ou speed.

### Extorsion de fond
Les groupes mafieux bulgares extorquent et rackettent les entreprises bulgares en proposant un service de « protection », calqué sur les méthodes de la mafia sicilienne, par le biais d'entreprises légales de protection ou d'assurance. Les plus connues sont le SIC et le VIS.

### Contrats d'assassinat
Depuis la chute du communisme en 1989, 157 assassinats liés à la mafia ont été recensés en Bulgarie, fréquemment dans le centre-ville de grandes villes comme la capitale Sofia, en plein jour. Selon différentes sources, il n'y a eu qu'une seule condamnation pour ce type d'affaires à ce jour. On reproche surtout aux différents niveaux de l'autorité judiciaire leur corruption, notamment au niveau du bureau du procureur.
Le coût d'un contrat d'assassinat par un tireur professionnel est estimé approximativement à 23500 €.

#### Quelques-uns des plus importants assassinats de ces dernières années (dans l'ordre chronologique)
- Vassil Iliev - Fondateur du VIS1 et VIS2. Piégé par un tueur inconnu sur le chemin de la discothèque « Le Mirage » le 25 avril 1995[5].
- Ivo Karamanski, alias « Le Parrain » - Il est abattu à la suite d'un différend avec un alcoolique à son domicile le 20 décembre 1998[6].
- Pantiou Pantev, alias « Polly » - trafiquant de drogue, affilié au VIS initialement, plus tard avec le SIC. Des rumeurs affirmaient qu'il avait volé une demi-tonne de cocaïne à la mafia russe ou à un cartel colombien. Il échappa à plusieurs tentatives d'assassinats, dont une incluant un missile, l'obligeant à quitter le pays et à se cacher. Il fut abattu à Aruba dans les Caraïbes le 9 mars 2001.
- Ilya Pavlov - Fondateur du Multigroup et l'homme le plus riche de Bulgarie. Il n'existe pas de preuves officielles de son implication dans des activités criminelles mais il était considéré comme un chef mafieux. D'anciens employés ont témoigné de son implication dans un réseau de prostitution. Il est abattu en face de ses bureaux le 3 juillet 2003 (il avait déjà échappé à une tentative d'assassinat en 1997).
- Konstantin Dimitrov, alias « Samokovetsa » - trafiquant de drogue et milliardaire, en relation avec le VIS, il est abattu le 7 décembre 2003 en plein centre-ville d'Amsterdam.
- Dimitar Hristov, alias « Mitko La Petite » - Abattu le 4 juin 2004 dans un café accompagné de son garde du corps Kaloyan Sayov et Jivo Mitev par deux tueurs déguisés en prêtres orthodoxes.
- Milcho Bonev, alias « Baj Mile » - Un des fondateurs de la SIC et proche associé de Mladen Mihalev alias « Madjo ». Il est soupçonné d'être l'intermédiaire principal dans le trafic de drogue et les réseaux de distribution dans les Balkans selon les enquêtes menées par les services spéciaux bulgare et serbe. Il survécut à une tentative d'assassinat en septembre 2001. Bonev fut abattu dans un restaurant en plein jour à Sofia le 20 juillet 2004 avec 5 de ses gardes du corps[7].
- Georgi Iliev - Frère de Vassil Iliev et à la tête de VIS2. Il a été abattu en face de sa discothèque à Sunny Beach en Bulgarie le 25 août 2005[8].
- Anton Miltenov, alias « le bec » - trafiquant de drogue, bras-droit de Konstantin « Samokovetsa » Dimitrov. Il est abattu dans un café populaire du centre de Sofia le 30 juillet 2005 (il était accompagné d'Ivan « Le fantôme » et Nikolaï Todorov « Les lunettes » Dobrev). Une précédente tentative d'assassinat le 28 juin 2002 avait échoué.
- Ivan Todorov, alias « Le Docteur » - trafiquant de drogue et millionnaire. Il est abattu le 22 février 2006[3]. Il avait survécut à une tentative d'assassinat le 18 avril 2003 dans laquelle sa Mercedes avait explosé.
- Georgi Stoev - Ancien lutteur de haut niveau, en contact avec le VIS et le SIC. Il avait écrit neuf livres sur les chefs mafieux bulgares, la plupart disaient le connaître personnellement. Il est abattu à côté de l'hôtel Pliska à Sofia le 7 avril 2008[9].
- Dimitar Stoyanov, alias « Mitko Le Fou » - Pratiquant de MMA et chef de la branche plovdivienne du VIS. Il est abattu le 14 janvier 2015 devant chez lui, à côté du parc Lauta à Plovdiv[10].

#### D'autres assassinats liés à la mafia
- Georgi Kalapatirov - Président de l'équipe de football du Lokomotiv Plovdiv, abattu en 1995.
- Georgi Prodanov - Président de l'équipe de football du Lokomotiv Plovdiv, abattu en 1995.
- Petar Petrov - Président de l'équipe de football du Lokomotiv Plovdiv, abattu en 1998.
- Georgi Iliev - Président de l'équipe de football du Lokomotiv Plovdiv, abattu en août 2005.
- Nikolaï Popov - Président de l'équipe de football du Lokomotiv Plovdiv, abattu en 2005.
- Alexandre Tassev - Président de l'équipe de football du Lokomotiv Plovdiv, abattu en mai 2007.
- Yanko Yankov - Le maire de la ville balnéaire Elin Pelin, abattu en janvier 2007.
- Dimitar Yankov - Président du conseil municipal de la ville balnéaire de Nesebar, abattu en mai 2007[11].
- Borislav Georgiev - Directeur de la AtomEnergoRemont, l'une des grandes entreprises énergétiques de la Bulgarie. Abattu en avril 2008[12].
- Petar Lupov - Juriste, il était dans l'équipe de défense d'un groupe d'actionnaires de l'ancienne banque Trakya contre DZI Bank. Il est abattu le 25 mars 2009 à Veliko Tarnovo[13].

## Poursuites judiciaires et lutte contre les réseaux criminels
En 2006, l'UE dépêche sur place Klaus Jansen, chef du bureau d'enquête criminel d'Allemagne pour évaluer les progrès de la Bulgarie dans la lutte contre le crime organisé. Il conclut que la Bulgarie n'a pas réussi à mettre en œuvre les principes et méthodes modernes de lutte contre la criminalité, critiquant entre autres, le faible engagement des forces de police du pays à lutter contre le crime organisé. Le rapport dit que « les actes d'accusation, poursuites, procès, condamnations et peines dissuasives dans la lutte contre la corruption de haut niveau restent rares » et décrit les efforts déployés pour combattre le crime comme un « gâchis total ». Jansen remarque aussi que des informations rassemblées par les personnalités politiques européennes à Sofia pourraient se retrouver aux mains de la mafia. Dans une réaction au rapport, le ministre de l'Intérieur, Roumen Petkov, décrit les conclusions comme exagérées et proteste contre Jansen. Mais il démissionne peu après.
Dans le système judiciaire bulgare, le procureur général est élu par la majorité qualifiée des deux niveaux de tous les membres du conseil supérieur de la magistrature et il est nommé par le président de la République. Le Conseil judiciaire suprême est chargé de l'auto-administration et de l'organisation de la magistrature.
En 2009, la Commission de Bruxelles commande une étude au criminologue Tihomir Bezlov, ancien prestataire de service de Lehman Brothers et de la Deutsche Bank, pour mesurer l'ampleur du phénomène et le combattre. Selon Bezlov, en Roumanie et en Bulgarie, le crime organisé s'est lancé dans la politique pour capter ses postes clefs à tous les échelons du pouvoir et de l'administration. En 2008, la Commission avait déjà livré un rapport révélateur sur la corruption sévissant au sein du pouvoir et les liens tissés entre la classe politique bulgare et le milieu[réf. à confirmer].
La Commission a gelé son utilisation de 500 millions d'euros pour l'aide à la Bulgarie au motif qu'elle craint que son aide soit détournée par la mafia. En 2009, la même commission menace de suspendre les milliards de fonds structurels de développement[réf. à confirmer].

### Liste des procureurs généraux dans la Bulgarie post-1989
- Boris Velchev - En service depuis le 26 février 2006
- Nikola Filchev - employé des Services de Sécurité de l'État avant 1989
- Général Ivan Tatartchev
- Martin Gounev

## Personnes soupçonnées d'activité criminelle
- Mladen Mihalev, alias Madzho, cofondateur du SIC[7].
- Lyuben Gocev, ancien agent des services secrets bulgares[15].
- Krasimir Marinov, alias The Marguins est à la tête avec son frère d'un empire du crime organisé autour de la drogue. Il est soupçonné de trois meurtres, dont un journaliste en janvier 2010[16].
- Nikolay Marinov, frère du précédent, actuellement disparu.
- Stoil Slavov, cofondateur du SIC et propriétaire de l'Interpetrolium and Partners[17].
- Georgi Slavov, fils de Stoil Slavov alias Zhoro Glavata « le cerveau »[18].